# Епска поезија
Епска поезија или епика изражава казивање о неком догађају, збивању или личности. Епско певање је настало из потребе да се прикаже и прослави нека личност или догађај. То су обично били ратни сукоби и ратнички подвизи, па се та врста епика назива јуначка песма. Еп од античко грчког епос у значењу реч, приповест, највећа епска форма. Обликован је у високом стилу, одабраним стихом (хексаметар, александринац). Развио се у старој Грчкој и спада у најстарија књижевна дела која су се очувала до данас. У настанку епа важну улогу су имали мит и легенда, древне приче о прецима, херојима, постанку света и живота, открићу знања која су била од великог значаја за заједницу и које су се генерацијама преносиле. Еп је настао од митске и историјске грађе која је била подређена општем начелу идеализације епске прошлости. Обично еп је испричан кроз дела неког хероја који пролази кроз искушења и авантуре и мора да донесе пресудне одлуке. Неки епови су "традиционални", тј. директно одсликавају искуства народа; други су састављени од песника због неког националног или религијског циља.
Приповедање у епу се одвија у трећем лицу. Приповедач се ставља у позицију непристрасног и објективног посматрача који има увид у целину збивања. Приповедање се одликује епском ширином, оно је подробно, поступно, прекидано дигресијама, епизодама, епским понављањима. Основна техника у причању је ретардација – успоравање радње, одлагање њеног исхода. Догађаји се хронолошки нижу један за другим. Међутим, појединим епизодама се посвећује посебна пажња и скреће се са главног тока. Разлог за то је настојање епског приповедача да ништа што је наведено у песми не остане нејасно и необликовано до краја. Еп има своју устаљену унутрашњу структуру. На почетку је увод у коме се слушаоци обавештавају о предмету епа. На почетку је дата инвокација, молба упућена музама, богињама певања да помогну да се подухват успешно доведе до краја. Затим следи аргументум, у коме се износи садржај епа. За њим наступа приповедање о средишњим догађајима.
Друга врста епске поезије је епилион, кратка наративна песма са романтичном или митолошком темом. Термин, који значи „мали еп”, почео је да се користи у деветнаестом веку. То се пре свега односи на ерудитске, краће хексаметарске песме хеленистичког периода и сличне радове настале у Риму од доба неотерике. У мањој мери, тај термин укључује и неке песме енглеске ренесансе, посебно оне које су под утицајем Овидија. Најпознатији пример класичног епилиона је можда Катулус 64.

## Етимологија
Реч еп потиче од латинске речи epicus, која и сама потиче од старогрчког придева ἐπικός (epikos), од ἔπος (epos), „реч, прича, песма“.
У старогрчком се 'еп' могао односити на сву поезију у дактилском хексаметру (епеа), која укључује не само Хомерову већ и поезију мудрости Хесиода, исказе Делфијског пророчишта и чудне теолошке стихове који се приписују Орфеју. Каснија традиција је, међутим, ограничила термин 'епски' на херојски еп, како је описано у овом чланку.

## Преглед
Примарне епове, попут Хомерових, који су настали су пре изума писања, компоновали су аутори који су користили сложене реторичке и метричке схеме помоћу којих су могли да запамте епове у складу са прихваћеном традицијом и да додају епски садржај у својим представама. Каснији писци попут Вергилија, Аполонија Родоског, Дантеа, Камоса и Милтона усвојили су и прилагодили Хомеров стил и тематику, али су исто тако користили сопствене приступе.
Најстарији признати еп је Еп о Гилгамешу (око 2500–1300. п. н. е.), који је забележен у древном Сумеру за време Неосумерског царства. Та поема детаљно описује подвиге Гилгамеша, краља Урука. Иако је признат као историјска личност, Гилгамеш, представљен у епу, у великој мери је легендарна или митска личност.
Најдужи написани еп је староиндијска Махабхарата (око 3. века п. н. е. - 3. век), која се састоји од 100.000 шлока или преко 200.000 стихова (свака шлока је двостих), као и дугих прозних одломака, тако да је са око 1,8 милиона речи отприлике двоструко дужа од Шахнаме, четири пута дужа од Рамајане и отприлике десет пута дужина Илијаде и Одисеје заједно.
Познати примери епске поезије су сумерски Еп о Гилгамешу, древна индијска Махабарата и Рамајана, тамилски Силапатикарам, персијски Шахнамех, старогрчка Одисеја и Илијада, Вергилијева Енеида, староенглески Беовулф, Дантеова Божанска комедија, финска Калевала, естонски Калевипоег, немачки Нибелунгенлиед, француска Песма о Ролану, шпанска Песма о Сиду, португалске Лузијаде, јерменски Даредевилс из Сасоуна и Изгубљени рај Џона Милтона. Епске песме модерног доба обухватају Омерос Дерека Валкота и Пан Тадеуш Адама Микиевича. Патерсон Вилијама Карлоса Вилијамса објављен у пет томова од 1946. до 1958. године, делом је инспирисан другим модерним епом, Кантос Езре Поунда.

## Епски жанр
Епика је широко дефинисан жанр, који приповеда у континуираном наративу живот и дела херојске или митолошке особе или групе особа. Најпознатији старогрчки епови су Илијада и Одисеја; на западу: Сага о Нибелунзима; и на Истоку: Махабхарата, Рамајана и Шахнама. Ова дела се обично наводе као примери примарних eпова.
Како је живот постајао сложенији, и ратнички догађаји су се дешавали све чешће, истакнути појединци упечатљивији као ратници и представници народа, развијала се и епска поезија. Временом долази циклизације песама, окупљања око неког догађаја (Косовски бој), личности (Краљевић Марко) или појаве (хајдуци, ускоци). Песме са истом или сродном тематиком биле су у почетку лабаво повезане, али временом долази до чвршћег окупљања и успостављања хронолошког поретка. Ако се у том тренутку појави обдарени појединац, он ће циклус или више циклуса објединити у већу целину — еп. Наша народна епска поезија дошла је до степена циклизације и ту се зауставио њен развитак.
Епика тежи да забележи историјско памћење народа и да на том памћењу заснује веру у будућност. Јунаци прошлости или савремености су били примери и узори. Епско певање јунаке и хероје посматра пре свега као борце за слободу или правду, као људе заокупљене борбом и подвизима.

## Класични епови
До данас су очувани одломци "Епа о Гилгамешу", написан на глиненим таблицама у Сумеру око 2000. године п. н. е. То је прича о трагању ратника Гилгамеша за истином и вечним животом. Најранији епови, потпуно другачијег духа, писани су у старој Грчкој и приписују се песнику Хомеру. Реч је Илијади и Одисеји - делима од изузетне важности. Хомерски епови су засновани на неколико прича - делом митских, делом историјских. Говориле су о пореклу, току и последицама десетогодишњег Тројанског рата. Илијада се бави само једном епизодом која се одиграла пред крај рата. Ахил, највећи грчки ратник, се посвађа са Агамемноном и дури се у свом шатору, одбијајући да се бори. Ратна срећа се окреће против Грка и Ахилов блиски пријатељ Патрокле бива погубљен. Разбеснели Ахил се зато враћа на бојно поље, бори се против Тројанаца и убија најстрашнијег тројанског ратника, принца Хектора. "Одисеја" говори о Одисејевим путовањима и авантурама док се он враћа кући након пада Троје. Међу многим епизодама, ту су и Одисејева борба да побегне од једнооког киклопа - Полифема, сусрет са чаробницом Кирком која претвара све његове сапутнике у свиње, као и исценирана битка у којој он убија све удвараче који су опседали његову жену, Пенелопу.
Шест или више векова након Хомера, Римљани су постали господари Средоземља. Међутим, задржала се грчка култура и Римљани су веровали да су они потомци тројанског јунака Енеје. Управо зато је највећи римски песник Вергилије написао еп о Енеју, "Енеиду". Овај еп прати Хомерову традицију, где се богови, овог пута римски, мешају у послове људи. Ветрови, које шаље богиња Јунона, одвлаче са курса хероја луталицу, али га штити њена мајка Венера. Он доживи бродолом близу Картагине, где богиња Венера натера краљицу Дидо да се заљуби у њега. Главни бог, Јупитер нареди да Енеј испуни своју судбину и напусти Картагину, а Дидо, чије је срце сломљено, убија се. Након посете подземном свету, Енеј се искрцава у Италију и доживљава низ битака и авантура. Коначно, жени се ћерком краља Латијума. То обезбеђује Риму царску судбину.
Епови класичног грчко-римског света су имали трајан утицај на западњачку културу и послужили су као инспирација за многе песме, драме, опере, слике и скулптуре.

## Занимљивости
- Међу најстарије епове спадају индијски епови "Махабхарата" и "Рамајана", написани у 2. веку п. н. е.
- Први енглески еп је англо-саксонски еп "Беовулф" из 7. века н.е, у коме Беовулф убија змаја.
- У чувене средњовековне хришћанске епове се убрајају "Сид" - еп о једном шпанском хероју, еп "Песма о Ролану", у коме француски јунаци Ролан и Оливер дају своје животе да би сачували заштитницу војске цара Карла Великог.
- Каснији епови као што су Камоенов "Лисидас" и Милтонов "Изгубљени рај" су дела чувених песника који су свесно писали о високим националним и религијским темама.